# Nepatrný konkurs (úpadkové řízení)
Nepatrný konkurs je zjednodušená varianta konkursu pro nepodnikatele a malé dlužníky. Nepatrný konkurs je upraven v ustanoveních §§ 314 a 315 insolvenčního zákona. Považovat ho za samostatný způsob řešení úpadku lze jen do určité míry, neboť jsou pro něj ve značné míře použitelná ustanovení pro konkurs. Zásadní rozdíl mezi oběma konkursy je v podstatném zjednodušení řízení v případě nepatrného konkursu.

## Zákonné vymezení
Nepatrný konkurz připadá v úvahu, jestliže je dlužníkem fyzická osoba, která není podnikatelem, nebo celkový obrat dlužníka za poslední účetní období předcházející prohlášení konkurzu nepřesahuje dva miliony korun. Dlužník však nesmí mít více než padesát věřitelů.
Rozhodnutí, zda jde o nepatrný konkurz, může insolvenční soud vydat i bez návrhu. Pokud vyjde dodatečně najevo, že konkurs neměl být považován za nepatrný, insolvenční soud rozhodnutí bez zbytečného odkladu zruší.

## Specifika nepatrného konkursu

### Zákonná specifika nepatrného konkursu
Při nepatrném konkursu není třeba zřizovat věřitelský výbor, stačí zástupce věřitelů. K účinnosti dohody o vypořádání společného jmění manželů není třeba schválení insolvenčního soudu ani věřitelského orgánu. Stejně tak není potřeba souhlasu k vyloučení nedobytných pohledávek a majetkových hodnot, které nelze prodat, z majetkové podstaty. Platí zde také zjednodušená procesní pravidla – insolvenční soud může častěji rozhodovat bez nařízeného jednání nebo je možné při přezkumném jednání projednat vše, co by jinak rozhodovala schůze věřitelů.

### Soudcovská specifika
Insolvenční soud může pro nepatrný konkurs stanovit i další odchylky od zákona, pokud povedou k rychlému a hospodárnému průběhu insolvečního řízení a nebude dotčeno postavení zajištěných věřitelů ani zásad insolvenčního řízení.